# Борычевка (река)
Борычевка (укр. Боричівка) — река на Украине, протекает по территории Тернопольского района Тернопольской области. Левый приток реки Гнезна (бассейн Днестра).
Вытекает из источника около села Борычевка. Впадает в реку Гнезна к северу от села Лошнев.
Длина реки 15 км. Площадь бассейна 43 км². Уклон 5,5 м/км.